# Ballade pour piano et orchestre (Tailleferre)
Pour les articles homonymes, voir Ballade pour piano et orchestre.
La Ballade pour piano et orchestre est une œuvre de Germaine Tailleferre composée en 1922.

## Histoire
Germaine Tailleferre compose d'abord un « Morceau symphonique » en 1920, qu'elle retravaille ensuite pour en faire une ballade pour piano, dans un style influencé par la musique de Maurice Ravel. Achevée en 1922, la Ballade est créée par Ricardo Viñes, à qui elle est dédiée, en 1923. Elle est également exécutée par Clifford Curzon au Queen's Hall en 1926, mais les critiques sont mauvaises,.
L'œuvre est cependant appréciée par la nouvelle garde. Les compositeurs du groupe Jeune France, pour montrer qu'ils se placent dans le sillage de Tailleferre, programment cette œuvre pour leur premier concert en 1936,, à nouveau interprétée par Ricardo Viñes, avec l'Orchestre symphonique de Paris dirigé par Roger Désormière. La Ballade est reprise notamment à Utrecht en 1928.
Il existe un enregistrement de cette œuvre, avec pour soliste Rosario Marciano avec l'Orchestre de Radio Luxembourg dirigé par Louis de Froment (édité dans le CD Music in Paris in the 1920s, Vox).

## Structure
L'œuvre se compose de quatre mouvements enchaînés :
1. Modéré
2. Assez lent
3. Mouvement de valse
4. Lent